# Erotofobie
Erotofobie of seksuele aversie is afkeer van seksualiteit of seksuele relaties. De naam is afkomstig van het Griekse ἔρως erōs, liefde/begeerte en φόβος phóbos, angst.
De angst uit zich doorgaans in onrust bij confrontatie met seksualiteit (bijvoorbeeld seksueel getinte toenadering, erotische films, naaktheid, sekswinkels). De persoon zal proberen dergelijke situaties zo veel mogelijk te mijden, wat in bepaalde gevallen kan leiden tot moeizame persoonlijke relaties. In ernstige gevallen kunnen zelfs paniekaanvallen optreden.
Er kunnen verschillende oorzaken zijn, bijvoorbeeld een traumatische seksuele ervaring of het volgen van maatschappelijke normen die weinig ruimte bieden aan seksueel genoegen of die daar juiste te veel nadruk op leggen. Ook onbewust hebben benaderingen een effect op personen als deze er een seksueel gevoel aan linkt.
Als de angst meer algemeen gericht is op mannen of vrouwen, spreekt men van androfobie of gynaecofobie.